# Zvannoje
Zvannoje (rusky Званное) je vesnice v gluškovském okrese v Kurské oblasti v evropské části Ruska. V roce 2010 zde žilo 1 838 obyvatel.

## Geografie
Zvannoje se nachází přibližně 120 km jihozápadně od oblastního centra Kursku, v jihozápadní části Středoruské vysočiny. Vesnice leží 7,5 km severozápadně od okresního centra Gluškovo a jen 14 km od rusko-ukrajinské hranice. Obcí protéká řeka Sejm.

## Historie
Zvannoje bylo založeno roku 1656 a v roce 1703 získalo status vesnice v souvislosti s výstavbou pravoslavného kostela Nanebevzetí Panny Marie.
Ukrajinské letectvo v polovině srpna 2024 zničilo nedaleko Zvannoje most přes řeku Sejm jako součást srpnového vpádu do Kurské oblasti v rámci rusko-ukrajinské války. Na místě zničeného mostu postavili Rusové dočasný pontonový most, který byl ale dle satelitních snímků ze dne 20. srpna 2024 také zničen.

## Doprava
Zvannoje je přístupné prostřednictvím několika silnic. Leží na silnici regionálního významu 38K-040, která spojuje Chomutovku, Rylsk, Gluškovo, Ťotkino a pokračuje až k hranici s Ukrajinou. Další důležitou komunikací je silnice 38N-099, která vede ze Zvannoje přes Leščinovku až k hranici s rylským okresem.
Vzdálenost od vesnice k nejbližší železniční stanici je 12 km. Tato stanice se nachází na 322 km na železniční trati, která spojuje Lgov a Kyjev.
Mezinárodní letiště v Bělgorodu je vzdáleno 164 km od Zvannoje.